# كيت جارنر
كيت جارنر (بالإنجليزية: Kate Garner)‏ هي مغنية ومصورة بريطانية، ولدت في 9 يوليو 1954 في ويغان في المملكة المتحدة.

## وصلات خارجية
- كيت جارنر على موقع IMDb (الإنجليزية)
- كيت جارنر على موقع ميوزك برينز (الإنجليزية)
- كيت جارنر على موقع ديسكوغز (الإنجليزية)